# Кибицу-дзиндзя
Кибицу-дзиндзя (яп. 吉備津神社) — синтоистский храм в городе Окаяма, префектуре Окаяма, Япония. Важнейший храм провинции Биттю. Храм входит в число национальных сокровищ Японии.
Согласно легенде, однажды в округе появился злой демон Ура, и местный воин по имени Исасэрихико-но-Микото отправился на бой. При помощи местных ками воин смог поразить демона стрелой в глаз, а после отрубил ему голову. Голова была захоронена на месте нынешнего храма, а воину стали там поклоняться под именем Кибицухико-но-микото. Считается, что на месте захоронения головы стоит храмовая кухня, где дух демона готовит пищу для Кибицухико-но-микото. Также, в память о его подвиге в храме проводятся стрельбы из лука.
Предыдущий хондэн был разрушен в 11 веке, восстановлен и вновь разрушен в 1351 году. Нынешние хондэн и хайдэн построены в 15 веке. Согласно надписи на коньке хондэна, он был закончен в 1425 году (32 год Оэй).
Храм построен в стиле кибицу-дзукури (яп. 吉備津造), не имеющем аналогов (иначе называется киби-дзукури и хиёку-иримоя-дзукури 比翼入母屋造). За основу был взят стиль нагарэ-дзукури и дополнен многими элементами буддистского стиля дайбуцуё («стиль Большого Будды») под влиянием монаха Тёгэна.
Храм стоит на высоком выпуклом основании камэбара (яп. 亀腹 «черепаший живот»). Размеры хондэна значительно превышают обычные — при ширине в 7 пролётов (спереди — 5), он имеет 8 пролётов в глубину, расположение и размер пролётов соответствуют внутреннему делению храма. Крыша является необычной вариацией стиля иримоя-дзукури — под прямым углом к главному коньку расположены ещё два, которые создают ложные люкарны тидори хафу (яп. 千鳥破風). Крыша покрыта корой кипариса.
Во внутреннем святилище (яп. 内陣 найдзин) выделена центральная часть (яп. 内内陣 найнайдзин) размером в 3 × 2 пролёта (см. чертёж), она расположена в самой высокой точке. Его полностью окружают средний неф (яп. 中陣 тю:дзин) , и внешний неф (яп. 外陣 гэдзин), каждый шириной в один пролёт. Хондэн окружает низкая веранда с перилами. От найдзина в три стороны расходятся ступени, в конце первой лестницы находится место поклонения (яп. 向拝 ко:хай). Все колонны, лестницы и перила покрыты красным лаком, потолок покрашен в красный и чёрный цвета.
Хайдэн размером в 1 x 3 пролёта прилегает к хондэну, с остальных трёх сторон от него расходятся козырьки  мокоси (яп. 裳階). Главная крыша щипцовая, также покрыта кипарисовой корой, но мокоси имеют черепичное покрытие.
Влияние буддистских стилей дайбуцуё и дзен заметно во внешнем виде анкерных балок, распорок и кронштейнов, а также в размахе храма. Кроме того, система кронштейнов и вертикальные решётки на окнах напоминают японский стиль буддистских храмов. В сочетании с синтоистскими элементами это создаёт неповторимый стиль кибицу.
План хондэна и хайдэна: